# Lista procesorów AMD FX
AMD FX – seria mikroprocesorów firmy AMD przeznaczonych dla komputerów osobistych. Ten artykuł ma charakter zbiorczy i przedstawia charakterystyki należących tej serii procesorów.

## Seria FX

### Bulldozer

#### Zambezi (32 nmSOI)
- Wszystkie 8 rdzeniowe modele posiadają 938 pinów. Procesory obsługiwane są przez socket AM3+.
- Wszystkie modele obsługują: MMX, SSE, SSE2, SSE3, SSSE3, SSE4.1, SSE4.2, SSE4a, AMD64, AMD-V, AES, CLMUL, AVX, XOP, FMA4, CVT16.
- Wszystkie modele obsługują do 4 banków pamięci DDR3 o maksymalnej częstotliwości 1866/2133.
- Tranzystory: ~1.6 Miliarda
- Powierzchnia: 319 mm² (Prawdziwe mierzone wielkości)

| Model   | Stepping | Moduły/ Rdzenie | Częstotliwość | Częstotliwość   | Częstotliwość | Cache    | Cache | HT MHz | Mnożnik | Vcore         | TDP       | Wydany     | Oznaczenie                  |
| Model   | Stepping | Moduły/ Rdzenie | Standardowe   | Wszystkie turbo | Max. turbo    | L2       | L3    | HT MHz | Mnożnik | Vcore         | TDP       | Wydany     | Oznaczenie                  |
| ------- | -------- | --------------- | ------------- | --------------- | ------------- | -------- | ----- | ------ | ------- | ------------- | --------- | ---------- | --------------------------- |
| FX-4100 | B2       | 2/4             | 3.6 GHz       | 3.7 GHz         | 3.8 GHz       | 2 × 2 MB | 8 MB  | 5200   | 4–19x   | 0.775–1.425 V | 95 W      | 2011-10-12 | FD4100WMW4KGU               |
| FX-4120 | B2       | 2/4             | 3.9 GHz       | 4.0 GHz         | 4.1 GHz       | 2 × 2 MB | 8 MB  | 5200   | 4–20.5x | 0.775–1.425 V | 95 W      | 2012       | Cancelled                   |
| FX-4130 | B2       | 2/4             | 3.8 GHz       | 3.9 GHz         | 4.0 GHz       | 2 × 2 MB | 4 MB  | 5200   | 4–20x   | 0.775–1.425 V | 125 W     | 2012-08-27 | FD4130FRW4MGU               |
| FX-4150 | B3       | 2/4             | 3.8 GHz       | 3.9 GHz         | 4.0 GHz       | 2 × 2 MB | 8 MB  | 5200   | 4–20x   | 0.75–1.40 V   | 95 W 125W | 2012       | FD4150WMW4KGU FD4150FRW4MGU |
| FX-4170 | B2       | 2/4             | 4.2 GHz       | 4.3 GHz         | 4.3 GHz       | 2 × 2 MB | 8 MB  | 5200   | 4–21.5x | 0.75–1.40 V   | 125 W     | 2012-02-25 | FD4170FRW4KGU               |
|         |          |                 |               |                 |               |          |       |        |         |               |           |            |                             |
| FX-6100 | B2       | 3/6             | 3.3 GHz       | 3.6 GHz         | 3.9 GHz       | 3 × 2 MB | 8 MB  | 5200   | 4–19.5x | 0.775–1.425 V | 95 W      | 2011-10-12 | FD6100WMW6KGU               |
| FX-6120 | B2       | 3/6             | 3.6 GHz       | 3.9 GHz         | 4.2 GHz       | 3 × 2 MB | 8 MB  | 5200   | 4–21x   | 0.775–1.425 V | 95 W      | 2012       | FD6120WMW6KGU               |
| FX-6130 | B2       | 3/6             | 3.6 GHz       | 3.8 GHz         | 3.9 GHz       | 3 × 2 MB | 8 MB  | 5200   | 4–19.5x | 0.775–1.425 V | 95 W      | 2012       | FD6130FRW6KGU               |
| FX-6200 | B2       | 3/6             | 3.8 GHz       | 4.0 GHz         | 4.1 GHz       | 3 × 2 MB | 8 MB  | 5200   | 4–20.5x | 0.75–1.40 V   | 125 W     | 2012-02-25 | FD6200FRW6KGU               |
|         |          |                 |               |                 |               |          |       |        |         |               |           |            |                             |
| FX-8100 | B2       | 4/8             | 2.8 GHz       | 3.1 GHz         | 3.7 GHz       | 4 × 2 MB | 8 MB  | 5200   | 4–18.5x | 0.775–1.425 V | 95 W      | 2011-10-30 | FD8100WMW8KGU               |
| FX-8120 | B2       | 4/8             | 3.1 GHz       | 3.4 GHz         | 4.0 GHz       | 4 × 2 MB | 8 MB  | 5200   | 4–20x   | 0.775–1.425 V | 125 W     | 2011-10-12 | FD8120FRW8KGU               |
| FX-8140 | B3       | 4/8             | 3.2 GHz       | 3.6 GHz         | 4.1 GHz       | 4 × 2 MB | 8 MB  | 5200   | 4–20.5x | 0.775–1.425 V | 95 W      | 2012       | FD8140WMW8KGU               |
| FX-8150 | B2       | 4/8             | 3.6 GHz       | 3.9 GHz         | 4.2 GHz       | 4 × 2 MB | 8 MB  | 5200   | 4–21x   | 0.775–1.425 V | 125 W     | 2011-10-12 | FD8150FRW8KGU               |
| FX-8170 | B3       | 4/8             | 3.9 GHz       | 4.2 GHz         | 4.5 GHz       | 4 × 2 MB | 8 MB  | 5200   | 4–22.5x | 0.75–1.45 V   | 125 W     | 2012       | Cancelled                   |

### Piledriver

#### Vishera (32 nmSOI)
- Wszystkie modele obsługują: MMX, SSE - 2 - 3 - 3s - 4.1 - 4.2 - 4a, AMD64, AMD-V, AES, CLMUL, AVX, 1.1, XOP, FMA3, FMA4, CVT16, F16C, Turbo Core 3.0, PowerNow!, ECC.

| Model    | Stepping | Moduły/ Rdzenie | Częstotliwość | Częstotliwość   | Częstotliwość | Cache    | Cache | HT   | Mnożnik | Vcore         | TDP   | Wydany     | Oznaczenie                  |
| Model    | Stepping | Moduły/ Rdzenie | Standardowe   | Wszystkie turbo | Max. turbo    | L2       | L3    | HT   | Mnożnik | Vcore         | TDP   | Wydany     | Oznaczenie                  |
| -------- | -------- | --------------- | ------------- | --------------- | ------------- | -------- | ----- | ---- | ------- | ------------- | ----- | ---------- | --------------------------- |
| FX-4300  | C0       | 2/4             | 3.8 GHz       | 3.9 GHz         | 4.0 GHz       | 2 × 2 MB | 4 MB  | 5200 | 4–20x   | 0.815–1.425 V | 95 W  | 2012-10-23 | FD4300WMW4MHK FD4300WMHKBOX |
| FX-4320  | C0       | 2/4             | 4.0 GHz       | 4.1 GHz         | 4.2 GHz       | 2 × 2 MB | 4 MB  | 5200 | 4–21x   | 0.815–1.450 V | 95 W  | TBD        | FD4320WMW4MHK FD4320WMHKBOX |
| FX-4350  | C0       | 2/4             | 4.2 GHz       |                 | 4.3 GHz       | 2 × 2 MB | 8 MB  | 5200 | 4–21.5x | 0.815–1.450 V | 125 W | 2013-04-30 | FD4350FRW4KHK FD4350FRHKBOX |
|          |          |                 |               |                 |               |          |       |      |         |               |       |            |                             |
| FX-6300  | C0       | 3/6             | 3.5 GHz       | 3.8 GHz         | 4.1 GHz       | 3 × 2 MB | 8 MB  | 5200 | 4–20.5x | 0.8–1.425 V   | 95 W  | 2012-10-23 | FD6300WMW6KHK FD6300WMHKBOX |
| FX-6350  | C0       | 3/6             | 3.9 GHz       |                 | 4.2 GHz       | 3 × 2 MB | 8 MB  | 5200 | 4–21x   | 0.8–1.450 V   | 125 W | 2013-04-30 | FD6350FRW6KHK FD6350FRHKBOX |
|          |          |                 |               |                 |               |          |       |      |         |               |       |            |                             |
| FX-8300  | C0       | 4/8             | 3.3 GHz       | 3.5 GHz         | 3.9 GHz       | 4 × 2 MB | 8 MB  | 5200 | 4–19.5x | 0.825–1.425 V | 95 W  | 2012-12-29 | FD8300WMW8KHK FD8300WMHKBOX |
| FX-8310  | C0       | 4/8             | 3.4 GHz       | 3.7 GHz         | 4.3 GHz       | 4 × 2 MB | 8 MB  | 5200 | 4–21,5x | 0.825–1.425 V | 95 W  | 2014-09-02 | FD8310WMW8KHK FD8310WMHKSBX |
| FX-8320  | C0       | 4/8             | 3.5 GHz       | 3.8 GHz         | 4.0 GHz       | 4 × 2 MB | 8 MB  | 5200 | 4–20x   | 0.800–1.425 V | 125 W | 2012-10-23 | FD8320FRW8KHK FD8320FRHKBOX |
| FX-8320E | C0       | 4/8             | 3.2 GHz       | 4.0 GHz         | 4.0 GHz       | 4 × 2 MB | 8 MB  | 5200 | 4–20x   | 0.825–1.425 V | 95 W  | 2014-09-02 | FD832EWMW8KHK FD832EWMHKBOX |
| FX-8350  | C0       | 4/8             | 4.0 GHz       | 4.1 GHz         | 4.2 GHz       | 4 × 2 MB | 8 MB  | 5200 | 4–21x   | 0.815–1.450 V | 125 W | 2012-10-23 | FD8350FRW8KHK FD8350FRHKBOX |
| FX-8370E | C0       | 4/8             | 3.3 GHz       | 4.3 GHz         | 4.3 GHz       | 4 × 2 MB | 8 MB  | 5200 | 4–21,5x | 0.825–1.425 V | 95 W  | 2014-09-02 | FD837EWMW8KHK FD837EWMHKBOX |
| FX-8370  | C0       | 4/8             | 4.0 GHz       | 4.3 GHz         | 4.3 GHz       | 4 × 2 MB | 8 MB  | 5200 | 4–21,5x | 0.825–1.425 V | 125 W | 2014-09-02 | FD8370FRW8KHK FD8370FRHKBOX |
| FX-9370  | C0       | 4/8             | 4.4 GHz       | 4.5 GHz         | 4.7 GHz       | 4 x 2MB  | 8 MB  | 5200 | 4–23.5x | 1.537 V       | 220 W | 2013-07-06 | FD9370FHHKWOF FD9370FHHKWOX |
| FX-9590  | C0       | 4/8             | 4.7 GHz       | 4.8 GHz         | 5.0 GHz       | 4 x 2MB  | 8 MB  | 5200 | 4-25x   | 1.537 V       | 220 W | 2013-07-06 | FD9590FHHKWOF FD9590FHHKWOX |